# Luis Mino
Luis Alberto Mino (Coronda, Santa Fe, ⁣23 de noviembre de 1957) es un periodista deportivo y de investigación, locutor, escritor y conductor televisivo argentino. Es conocido por haber sido el presentador del ciclo televisivo "Para Conocernos" y el programa radial "Ahora Vengo" en el multimedio Aire de Santa Fe. 

## Carrera
Dio sus primeros pasos como locutor en distintas fiestas, hasta que a los 18 años tuvo su propia propaladora (especie de radio a través de torres con bocinas) donde transmitía las necrológicas. Tras seguir sus estudios de Ingeniería Hidráulica en Santa Fe, ingresa a LT9 en 1978, luego pasa a LT10. Comienza a relatar fútbol, básquet, boxeo y logra estar en tres mundiales de fútbol, Argentina 1978, España 1982 y México 1986, además de cubrir partidos de la Selección Argentina en varias giras por el mundo. También trabajó en Radio Mitre en el Equipo Sport '80 (Fernando Niembro, Marcelo Araujo, Adrián Paenza, Diego Bonadeo y Néstor Ibarra) durante 1982; y en 1987 y 1988 junto a Víctor Brizuela en LV2 de Córdoba, transmitiendo algunos partidos para el equipo de Víctor Hugo Morales. Tuvo la oportunidad de entrevistar a personalidades como fue Diego Armando Maradona. Invitado por el presidente de CILSA viajó a Londres a cubrir el Campeonato Mundial de Deportes para Discapacitados.
En 1989 relata para Radio Rosario junto a Luis Yorlano, y en el 1990, desde Santa Fe, lo hace para Radio Rivadavia. En radio además, de 1987 a 1991, condujo de lunes a viernes a la mañana La Punta del Ovillo por LT10 y del 1991 al 1996  en De Punta a Punta" por LT9. Condujo desde fines del 2001 hasta comienzos del 2007 el programa Ahora Vengo que se emitió por LT10 Radio Universidad. Desde el 1 de diciembre de 2008 presenta Aire de Santa Fe, el cual también tiene su medio gráfico.
En televisión comenzó en julio del 1988 en Cablevideo, para inmediatamente realizar el primer programa de entretenimientos en la televisión de Santa Fe: Juegomanía por Canal 13. Desde el 12 de noviembre de 1990 conduce, por Canal 13, el programa Para Conocernos, un programa de temática cultural. Por este programa recibió numerosos premios como Premio Broadcasting, Premio Cinta Azul ala Popularidad IADOP, Premio Águila de Plata, Brigadier de Honor, Premio Nacional a la Prensa, Premio "Fundación de Santa Fe" por los 10 años de investigación de la Historia De Santa Fe, Premio a la Excelencia, Premio Santa Clara de Asís, Premio a la Excelencia, entre muchos otros.También trabajó en los programas La Punta del Ovillo y En el aire x el 13.
Desde febrero de 1998 hasta el 2000 fue director periodístico, artístico y comercial de "La Red Deportiva", emisora de 24 horas de deportes.
Su primer libro se editó en 1991, el segundo en 1999 el cual fue Declarado de Interés Cultural por la Secretaría de Cultura de la Nación, por el Ministerio de Educación de Santa Fe de Interés Educativo; colaboró con Ediciones Santillana en el 2001 para los libros de Ciencias Sociales de 4 año EGB
En noviembre del 2018 el Senado de Santa Fe homenajeó al periodista y conductor por sus 40 años de trayectoria en la radiofonía santafesina. El reconocimiento fue iniciativa del senador Danilo Capitani y acompañado por los demás legisladores de la Cámara.

## Radio
Como relator y conductor:
- 2008/Presente: Aire de Santa Fe
- 2001/2007: Ahora Vengo
- 1991/1996: De Punta a Punta por LT9
- 1986/1991: La Punta del Ovillo por LT10
- 1991: Fútbol de primera en Santa Fe para Radio Rivadavia
- 1990: LT8 Radio Rosario, con Luis Alberto Yorlano
- 1988/1989: Fútbol de primera en el interior para Radio Continental, equipo de Víctor Hugo Morales.
- 1987/88:  LV2 de Córdoba Equipo de Víctor Brizuela
- 1986/87: Radio Mitre  "Equipo Sport 80"
- 1979 a 1985: LT10 Radio Universidad de Santa Fe

Como director Periodístico y Comercial:
- 1998/2000: Diagramación artística, contenidos y línea periodística desde el  lanzamiento y durante 2 años de FM 91.5 "La Red Deportiva Santa Fe.

## Televisión
- 2021: Cuadernos del tiempo
- 1997/2001: En el aire x el 13
- 1991: La punta del Ovillo
- 1990/Presente: Para Conocernos
- 1988: Juegomanía.